# Asoka (film)
Asoka (în hindi अशोका, transliterat: Aśoka) este un film istoric epic în limba hindi din 2001, regizat de Santosh Sivan⁠(d). Este o versiune dramatizată a începuturilor vieții împăratului Așoka, din dinastia Maurya, care a stăpânit cea mai mare parte a subcontinentului indian în secolul al III-lea î.Hr.
Filmul îi are în distribuție pe Shah Rukh Khan, Ajith Kumar⁠(d) (în primul și singurul său film hindi de până acum), Kareena Kapoor⁠(d), Hrishita Bhatt⁠(d) și Danny Denzongpa⁠(d). A fost produs de Khan, Juhi Chawla⁠(d) și Radhika Sangoi. Scenariul a fost scris de Santosh Sivan și Saket Chaudhary⁠(d), iar dialogurile de Abbas Tyrewala⁠(d). A fost lansat inițial ca Ashoka The Great în India. Filmul a fost dublat și lansat în tamilă ca Samrat Asoka.
Filmul a fost proiectat pe scară largă în Marea Britanie și America de Nord și a fost, de asemenea, selectat pentru proiecție la Festivalul de Film de la Veneția și la Festivalul Internațional de Film de la Toronto, unde a avut parte de recenzii pozitive.

## Rezumat
Filmul prezintă prima parte a vieții împăratului Așoka. El începe cu cariera sa de general la Takshashila și se termină cu cucerirea sângeroasă a regiunii Kalinga.
Împăratul Chandragupta Maurya, bunicul lui Așoka, al Imperiului Maurya, a decis să se convertească la jainism și să abdice de la tronul imperiului în favoarea fiului său, Bindusara⁠(d). Dar nepotul său, prințul Samrat Asoka, revendică sabia. Bătrânul împărat îi explică că această sabie este rea, iar sabia cere sânge și distrugere.
Filmul se termină cu Așoka aruncând sabia în apă în același loc ca bunicul său și îmbrățișând budismul. Ultimele scene descriu modul în care Așoka nu numai că a construit un mare imperiu, dar și a răspândit budismul și a adus pacea în întreg imperiul.

## Distribuție
- Shahrukh Khan — Samrat Asoka / Pawan
- Ajith Kumar⁠(d) — Susima⁠(d)
- Kareena Kapoor⁠(d) — Karuvaki⁠(d)
- Hrishita Bhatt⁠(d) — Devi, soția lui Așoka
- Danny Denzongpa⁠(d) — Virat
- Soham Dutta Gupta — prințul Dhrupad
- Sooraj Balaji — prințul Aryan
- Madhu Varshitt — prințul Vitashoka
- Rahul Dev⁠(d) — Bheema
- Gerson Da Cunha⁠(d) — regele Bindusara
- Subhashini Ali⁠(d) — Dharma
- Umesh Mehra⁠(d) — împăratul Chandragupta
- Johnny Lever⁠(d) — soldat Maghada#1
- Raghuvir Yadav⁠(d) — soldat Maghada#2
- Suresh Menon⁠(d) — soldat Maghada#3
- Shilpa Mehta⁠(d) — regina, mama lui Susima
- Vineet Sharma⁠(d) — Sugatra
- Viveek Sharma — Sugidha
- C.L. Gurnani — Pandit
- Mithilesh Chaturvedi⁠(d) — prim-ministrul Kalinga
- Shweta Menon⁠(d) — Nandaneshwari, vânzătorul de flori
- Rajlaxmi Khanvilkar
- Gayatri Jayaraman⁠(d)
- Dimple Inamdar
- Suresh Oberoi⁠(d) — naratorul

## Miniserial
Star Plus⁠(d) a lansat o versiune extinsă a filmului, sub forma unui miniserial, împărțită în cinci episoade între 28 mai 2002 și 25 iunie 2002.

## Premii și nominalizări
| Premii                                              | Categorie                                 | Laureați și nominalizați                     | Rezultat     |
| --------------------------------------------------- | ----------------------------------------- | -------------------------------------------- | ------------ |
| Premiile Academiei Internaționale a Filmului Indian | Cea mai bună imagine                      | Santosh Sivan⁠(d)                             | Câștigat     |
| Premiile Filmfare                                   | Cea mai bună imagine                      | Santosh Sivan⁠(d)                             | Câștigat     |
| Premiile Filmfare                                   | Cel mai bun film                          | Santosh Sivan⁠(d)                             | Nominalizare |
| Premiile Filmfare                                   | Cel mai bun regizor                       | Santosh Sivan⁠(d)                             | Nominalizare |
| Premiile Filmfare                                   | Cea mai bună actriță                      | Kareena Kapoor⁠(d)                            | Nominalizare |
| Premiile Filmfare                                   | Cea mai bună cântăreață de playback       | Alka Yagnik⁠(d) pentru „San Sanana”           | Nominalizare |
| Premiile Screen Weekly 2002                         | Cel mai bun textier                       | Anand Bakshi⁠(d) pentru „San Sanana”          | Nominalizare |
| Premiile Screen Weekly 2002                         | Cea mai bună cântăreață de playback       | Alka Yagnik⁠(d) pentru „San Sanana”           | Nominalizare |
| Premiile Screen Weekly 2002                         | Cea mai bună muzică de fundal             | Sandeep Chowta⁠(d)                            | Nominalizare |
| Premiile Screen Weekly 2002                         | Cea mai bună imagine                      | Santosh Sivan⁠(d)                             | Nominalizare |
| Premiile Screen Weekly 2002                         | Cea mai bună acțiune                      | Shyam Kaushal                                | Nominalizare |
| Premiile Screen Weekly 2002                         | Cea mai promițătoare actriță debutantă    | Hrishitaa Bhatt⁠(d)                           | Nominalizare |
| Premiile Zee Cine                                   | Cel mai bun film                          | Juhi Chawla⁠(d), Shahrukh Khan                | Nominalizare |
| Premiile Zee Cine                                   | Cel mai bun debut feminin                 | Hrishitaa Bhatt⁠(d)                           | Nominalizare |
| Premiile Zee Cine                                   | Cel mai bun răufăcător                    | Ajith Kumar⁠(d)                               | Nominalizare |
| Premiile Zee Cine                                   | Cel mai bun regizor muzical               | Anu Malik⁠(d)                                 | Nominalizare |
| Premiile Zee Cine                                   | Cel mai bun textier                       | Gulzar⁠(d) pentru „Roshini Se”                | Nominalizare |
| Premiile Zee Cine                                   | Cel mai bun cântăreț masculin de playback | Abhijeet Bhattacharya⁠(d) pentru „Roshini Se” | Nominalizare |
| Premiile Zee Cine                                   | Cea mai bună cântăreață de playback       | K.S. Chitra⁠(d) pentru „Raat Ka Nasha”        | Nominalizare |
| Premiile Sansui                                     | Cel mai bun actor                         | Shahrukh Khan                                | Câștigat     |